# Sepekov
Sepekov (en allemand : Sepekau, auparavant Sepekow) est un bourg (městys) du district de Písek, dans la région de Bohême-du-Sud, en République tchèque. Sa population s'élevait à 1 378 habitants en 2024.

## Géographie
Sepekov se trouve à 5 km au sud-est de Milevsko, à 24 km au nord-est de Písek, à 51 km au nord de České Budějovice et à 73 km au sud de Prague.
La commune est limitée par Přeštěnice et Božetice au nord, par Opařany à l'est, par Zběšičky et Bernartice au sud, par Křižanov et Okrouhlá à l'ouest, et par Milevsko au nord-ouest.

## Histoire
La première mention écrite du village date de 1243.

## Administration
La commune se compose de trois sections :
- Líšnice
- Sepekov
- Zálší

## Transports
Par la route, Sepekov se trouve à 5,5 km du centre de Milevsko, à 32,5 km de Písek, à 61,5 km de České Budějovice et à 101 km de Prague.